# جوان براون
جوان براون (انگلیسی: Joanne Brown؛ زادهٔ ۷ آوریل ۱۹۷۲) بازیکن سافت‌بال اهل استرالیا است.